# Philopterus residuus
Philopterus residuus är en insektsart som först beskrevs av Zlotorzycka 1964.  Philopterus residuus ingår i släktet fjäderlingar, och familjen fjäderlöss. Arten är reproducerande i Sverige.